# Alzatea verticillata
Alzatea verticillata är en tvåhjärtbladig växtart som beskrevs av Hipólito Ruiz López och Pav.. Alzatea verticillata ingår i släktet Alzatea och familjen Alzateaceae.

## Underarter
Arten delas in i följande underarter:
- A. v. amplifolia
- A. v. verticillata